# Iñaki Williams
Iñaki Williams Arthuer (n. 15 iunie 1994, Bilbao, Comunitatea Autonomă a Țării Basce, Spania) este un fotbalist ghanez care joacă pe postul de atacant la Athletic Bilbao în La Liga și la echipa națională a Ghanei. 
Dezvoltat la academia lui Athletic Bilbao, a făcut peste 350 de apariții la prima echipă, inclusiv un record în La Liga de peste 240 de jocuri consecutive. A marcat golul victoriei în Supercupa Spaniei 2020-2021 .
Născut în Spania din părinți ghanezi, Williams și-a făcut debutul pentru echipa națională a Spaniei în 2016. În 2022, a ales să reprezinte Ghana la nivel internațional, fiind chemat pentru Cupa Mondială din 2022.

## Carieră internațională

### Spania
Pe 20 martie 2015, Williams a primit prima convocare internațională, fiind chemat în echipa sub 21 de ani a Spaniei a lui Albert Celades pentru amicalele cu Norvegia și Belarus.  Și-a făcut debutul pe 26 împotriva celei dintâi, înlocuindu-l pe marcatorul Munir El Haddadi la pauză într-o victorie cu 2-0. 
Williams a fost listat ca unul dintre cei 11 jucători de rezervă pentru echipa Spaniei a lui Vicente del Bosque la UEFA Euro 2016.  Și-a făcut debutul cu seniori pe 29 mai, înlocuindu-l pe Marco Asensio într-o înfrângere cu 3-1 în fața Bosniei și Herțegovinei . 
Pe 12 octombrie 2018, Williams a debutat pentru reprezentativa Țării Bascilor, jucând toate cele 90 de minute ale unei victorii cu 4–2 în fața Venezuelei pe stadionul Mendizorrotza. 

### Ghana
În perioada debutului său cu Spania în 2016, Williams a fost râvnit și de echipa națională a Ghanei, fiind urmărit de cercetașul spaniol Gerard Nus.  În 2021, neavând nicio apariție competitivă pentru Spania, ceea ce l-ar fi legat definitiv de națiunea sa natală, a vorbit despre posibilitatea de a juca pentru Ghana: „Părinții mei sunt din Accra și îmi place foarte mult să merg. Dar nu m-am născut sau am crescut acolo, cultura mea este aici și există jucători pentru care ar însemna mai mult. Nu cred că ar fi corect să luăm locul cuiva care chiar merită să meargă și care simte Ghana 100%.”  Presa locală a interpretat acest lucru ca o respingere a oricărei abordări din partea Black Stars.  
În cele din urmă, pe 5 iulie 2022, Williams a anunțat că se va pune la dispoziție pentru națiunea africană la timp pentru Cupa Mondială FIFA 2022.   În septembrie, a primit prima convocare pentru meciurile amicale cu Brazilia și Nicaragua.  Și-a făcut debutul împotriva celui dintâi, jucând a doua jumătate a înfrângerii cu 3-0.  A fost inclus în lotul Ghanei pentru Campionatul Mondial din Qatar;  în cadrul echipei, a fost supranumit „Kweku” datorită zilei în care s-a născut, un obicei din Ghana. 

## Viata personala
Williams și-a primit prenumele basc în onoarea unui lucrător Caritas Internationalis din Bilbao, care și-a ajutat părinții după ce au ajuns în Spania în anul în care s-a născut;  au fost sfătuiți de un avocat neidentificat să pretindă că provin dintr-o țară distrusă de război, și anume Liberia, când au intrat pentru prima dată în țară.   Fratele său mai mic, Nico, este, de asemenea, fotbalist și atacant; și el a fost crescut de către Athletic Bilbao.    
Williams a fost una dintre vedetele serialului documentar de televiziune Amazon Prime Six Dreams, înregistrat în sezonul 2017-2018.  Poate vorbi spaniolă, akana, bască și engleză.   În 2021, a spus că el și familia sa și-au pierdut fluența în limba engleză, dar au comunicat în continuare cu rudele în dialectul Twi din Akan. 

## Palmares
Athletic Bilbao
- Supercopa de España : 2020–21 [24]
- Vice-campion Copa del Rey : 2019–20, [25] 2020–21 [26]

Spania sub 21
- Vice-campion al Campionatului European sub-21: 2017 [27]

Individual
- Jucătorul lunii din La Liga : ianuarie 2019 [28]
- Golul de Aur al sezonului: 2018–19 [29]